# Capnodis anthracina
Capnodis anthracina es una especie de escarabajo del género Capnodis, familia Buprestidae. Fue descrita científicamente por Fischer von Waldheim en 1830.